# Kira Licht
Kira Licht (* 1980) ist eine deutsche Schriftstellerin von  Liebesromanen und Romantasy (romantische Fantasyliteratur).

## Leben
Kira Licht zog mit elf Jahren von Deutschland nach Japan, wo sie das deutsche Abitur absolvierte. Anschließend studierte sie Biologie und Humanmedizin. Licht lebt in Bochum.

## Literarisches Wirken
2010 publizierte Licht den Roman One Night Wonder im Schwarzkopf & Schwarzkopf Verlag. Bis 2015 folgten weitere romantische Romane im selben Verlag sowie der erotische Roman Süße Sünden beim New-Adult-Label vom Bastei Lübbe Verlag LYX. 
2019 veröffentlichte Licht im cbt Verlag den Jugendroman Sunset Beach – Liebe einen Sommer lang. Im selben Jahr erschien die Romantasy-Dilogie Die Bücher der Götter im Young-Adult-Label ONE von Bastei Lübbe sowie im Ravensburger Verlag der erste Band Erbin der Finsternis der Romantasy-Dilogie Lovely Curse. Im Oktober 2021 erhielt Licht für den ersten Band Wer das Dunkel ruft der Kaleidra-Trilogie, der 2020 bei ONE publiziert wurde, den Buchsommer-Leserpreis 2021, überreicht von der sächsischen Staatsministerin für Kultur und Tourismus Barbara Klepsch.

## Werke (Auswahl)
- Unisex. Schwarzkopf & Schwarzkopf, Berlin 2010, ISBN 978-3-89602-571-5.
- One Night Wonder. Schwarzkopf & Schwarzkopf, Berlin 2010, ISBN 978-3-89602-561-6.
- Süße Sünden. LYX Egmont, Köln 2014, ISBN 978-3-8025-9402-1.
- Sunset Beach – Liebe einen Sommer lang. cbt, München 2019, ISBN 978-3-570-31282-7.
- Die Bücher der Götter 1 – Gold und Schatten. ONE, Köln 2019, ISBN 978-3-8466-0090-0.
- Die Bücher der Götter 2 – Staub & Flammen. ONE, Köln 2019, ISBN 978-3-8466-0080-1.
- Lovely Curse 1 – Erbin der Finsternis. Ravensburger, Ravensburg 2019, ISBN 978-3-473-58552-6.
- Lovely Curse 2 – Botin des Schicksals . Ravensburger, Ravensburg 2020, ISBN 978-3-473-58557-1.
- Kaleidra 1 – Wer das Dunkel ruft. ONE, Köln 2020, ISBN 	978-3-8466-0108-2.
- Kaleidra 2 – Wer die Seele berührt. ONE, Köln 2020, ISBN 978-3-8466-0116-7.
- Kaleidra 3 – Wer die Liebe entfesselt. ONE, Köln 2021, ISBN 978-3-8466-0118-1.

## Auszeichnungen
- 2021: Buchsommer-Leserpreis des Bibliotheksverbandes Sachsen